# Mury miejskie w Gdańsku

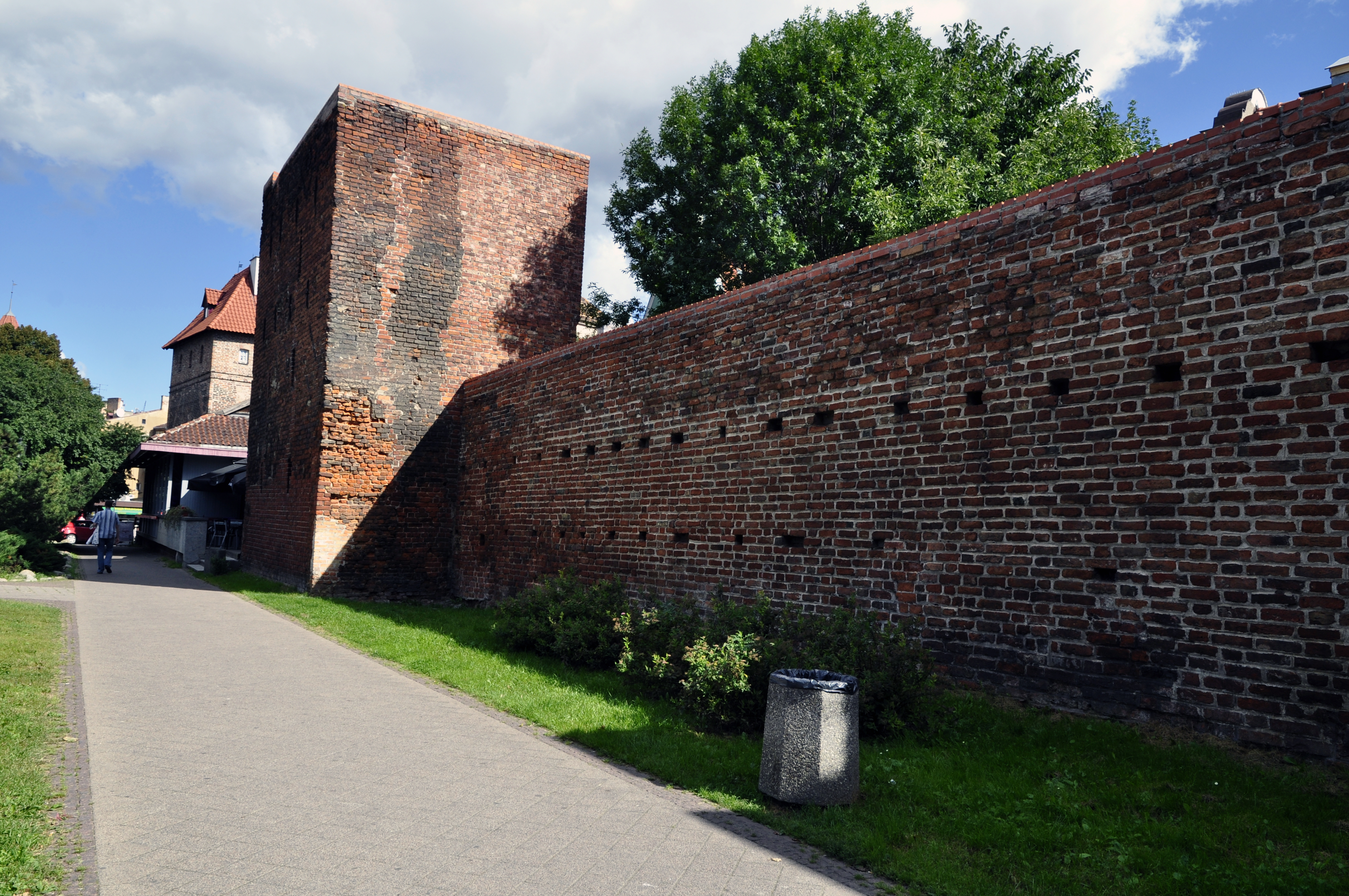
Fragment zachowanych murów obronnych w Gdańsku

Mury miejskie w Gdańsku kiedyś otaczały całe miasto gdańskie. Do dziś zachował się szereg elementów, większość z których stanowi atrakcje turystyczne. Najstarsze elementy to czas XIV w. gotyku. Gdańsk posiadał podwójny pierścień murów i fos, były one rozbudowywane od 1343 do połowy XVI w. Po stronie zachodniej międzymurze było tak szerokie, że znajdował się tam obecny Targ Węglowy, na którym m.in. wykonywano publiczne egzekucje. Fortyfikacje splantowano u schyłku XIX wieku, ich miejsce zajęły trakty komunikacyjne, obiekty użyteczności publicznej. Z gotyckich elementów ocalały fragmenty muru wewnętrznego.
Elementami murów miejskich w Gdańsku są:
- Baszta Biała
- Baszta Dominikańska
- Baszta Jacek
- Baszta Klasztorna
- Baszta Kotwiczników
- Baszta Latarniana
- Baszta Łabędź
- Baszta na Podmurzu
- Baszta Narożna
- Baszta Browarna
- Baszta pod Zrębem
- Baszta Schultza
- Baszta Słomiana
- Brama Długouliczna
- Brama Nizinna w Gdańsku
- Brama Oliwska
- Brama Stągiewna
- Brama św. Jakuba w Gdańsku
- Brama Wyżynna w Gdańsku
- Brama Żabia
- Brama Żuławska
- Katownia w Gdańsku
- Wieża Więzienna w Gdańsku

## Źródła
1. ↑  Mury miejskie Głównego Miasta, Gdańsk - Zabytek.pl [online], zabytek.pl [dostęp 2020-03-09] (pol.).
2. ↑  Piotr Skurzyński, Pomorze, Warszawa: Wyd. Muza S.A., 2007, s. 384, ISBN 978-83-7495-133-3.